# Tanzanian and Italian Petroleum Refinery

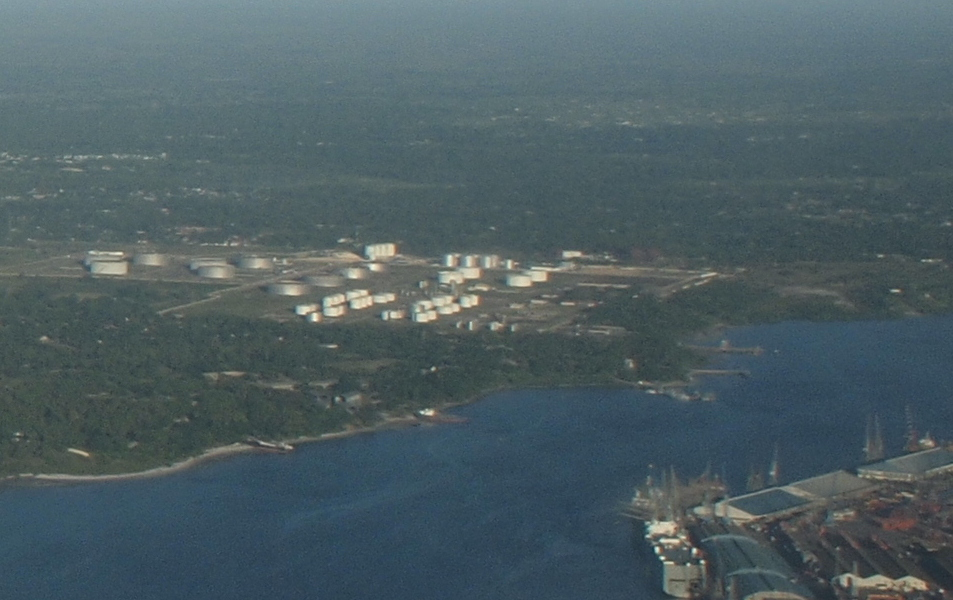
TIPER

La Tanzanian and Italian Petroleum Refinery (abbreviata in TIPER) era una raffineria di petrolio che si trova a Dar es Salaam, in Tanzania. Era gestita dalla Tanzania Petroleum Development Corporation (TPDC), alla quale partecipavano, in quote uguali, il governo della Tanzania e Agip. L'Agip aveva anche l'esercizio della raffineria. La TIPER è servita dall'oleodotto TAZAMA, che la collega a Indeni, in Zambia. Ora  è solo un deposito di prodotti petroliferi e l Agip non ne fa più parte.